# Provespa
Provespa é um pequeno gênero de vespas eussociais pertencentes à subfamília Vespinae.
Este é o único gênero da subfamília Vespinae que tem hábitos noturnos e que tem a formação de seus ninhos por enxame.

## Distribuição
Sua distribuição é limitada aos trópicos e subtrópicos do Sudeste Asiático.

## Descrição
As espécies desse gênero possuem corpo de cor marrom-amarelado, com ocelos bem desenvolvidos e antenas longas.
Seus ninhos ficam pendurados nos galhos das árvores, e é resistente a chuvas fortes, com um envoltório composto por várias camadas.